# Jean Boucher (scultore)
Jean Boucher (Cesson-Sévigné, 20 novembre 1870 – Parigi, 17 giugno 1939) è stato uno scultore francese.

## Biografia

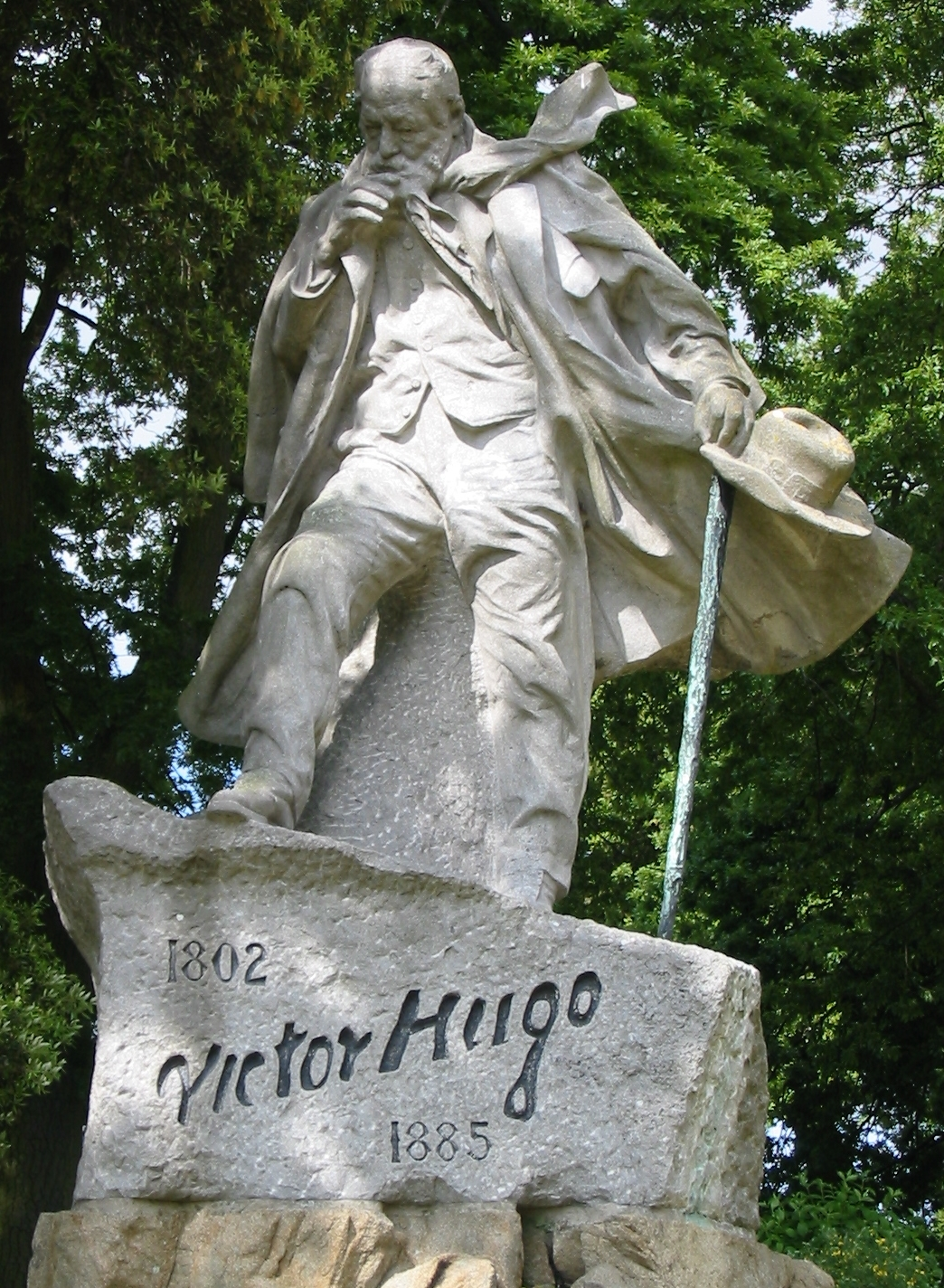
Victor Hugo in esilio (1913), Candie Garden, Saint-Pierre-Port, Guernesey.

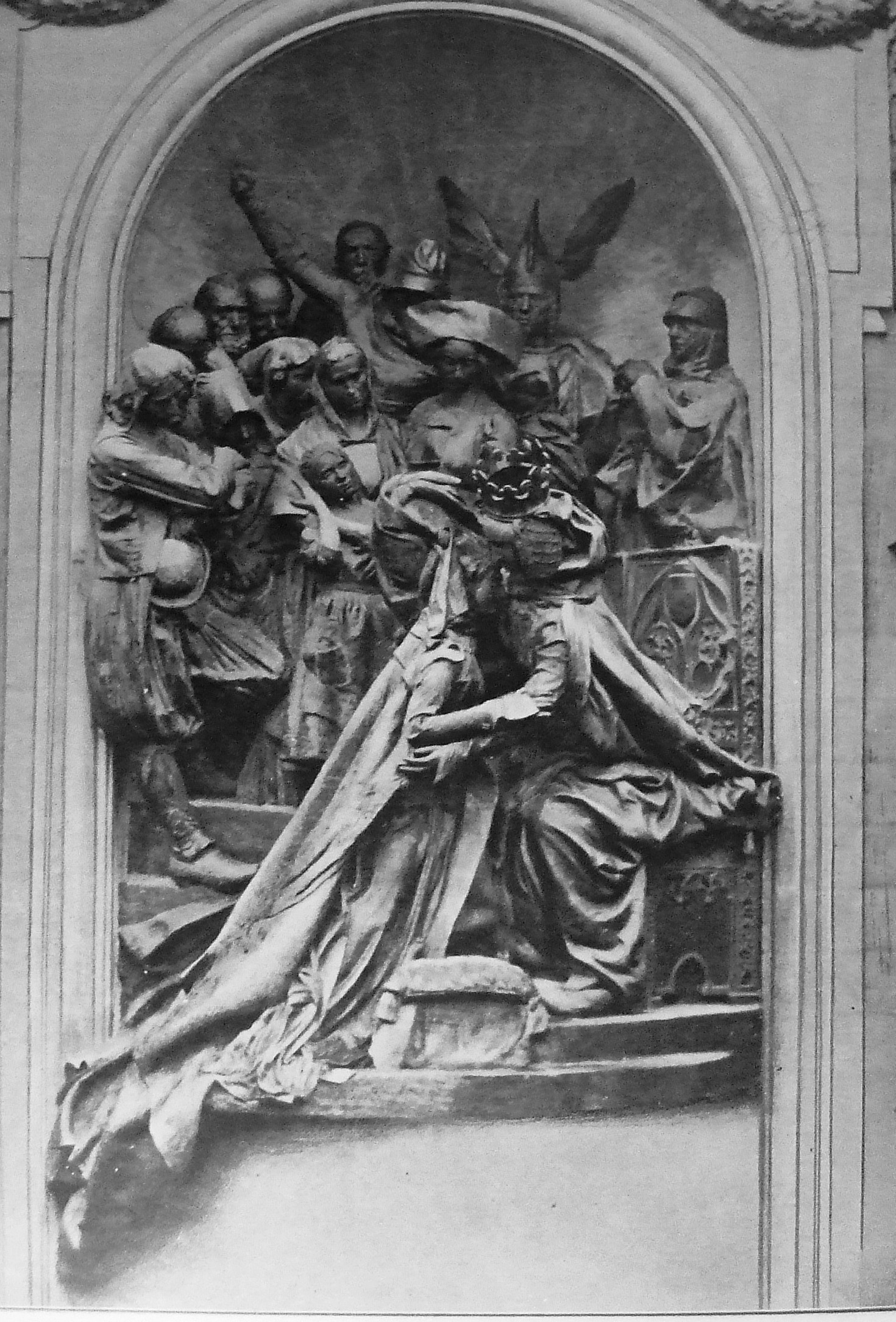
L'Unione della Bretagna alla Francia, monumento concepito nel 1911 e rappresentante la Duchessa Anna e il re Carlo VIII. Situato in una nicchia della facciata del municipio di Rennes, fu distrutto dai Gwenn ha Du, gruppo armato dei separatisti bretoni, nell'attentato del 7 agosto 1932 a Rennes.

Jean Boucher nacque nella località detta La Vallée a Cesson-Sévigné (Ille-et-Vilaine), da Giuseppe e dalla di lui consorte Marie Blanchard.
Dopo la scuola primaria, egli apprese il mestiere di fabbro ferraio in rue des Carmes a Rennes, ma fu presto attratto dal disegno e dalla scultura. Charles Joseph Lenoir, professore alla Scuola regionale di Belle Arti di Rennes, gli consigliò di frequentare dei corsi di disegno ed egli s'iscrisse ai corsi serali di La Halle aux Toiles, dove Félix Roy gli insegnò i rudimenti di quest'arte, e rendendosi conto rapidamente dei progressi del suo allievo particolarmente dotato. Egli successivamente integrò la Scuola di belle arti di Rennes, ove fu condiscepolo di Albert Bourget, Émile Armel-Beaufils, Louis-Henri Nicot, Paul Le Goff, Pierre Lenoir, Francis Renaud ed Eloi Robert.
Jean Boucher si legò d'amicizia a Jules Ronsin (1867-1937), pittore ritrattista e futuro direttore della Scuola di Belle Arti di Rennes dal 1917 al 1921, e con il quale egli condivise una camera al numero 48 della rue de Seine a Parigi.
Egli ottenne una borsa dipartimentale per proseguire gli studi a Parigi, e fu ammesso nel 1889 alla Scuola nazionale superiore di Belle Arti, nell'atelier di Alexandre Falguière, poi in quello di Henri Chapu all'Académie Julian nel 1888. Egli seguì parimenti i corsi di Antonin Mercié, che egli stesso rimpiazzerà.
Nel 1893, fu l'ottavo allievo ammesso al concorso del prix de Rome sul soggetto l'Età d'Oro e ne fu secondo con Caino dopo la morte di Abele.
Jean Boucher fu mobilitato durante la prima guerra mondiale come sergente di fanteria. Terminò la guerra con il grado di tenente, decorato con la croce di guerra, e subendo al fronte anche attacchi con i gas.
Professore alla Scuola nazionale superiore di Belle Arti di Parigi, egli proseguì la sua opera e realizzò dei monumenti ai morti per la Francia. Fu il creatore dei monumenti dedicati ai militari provenienti dalla Scuola militare di Saint-Cyr, al maresciallo Gallieni di Verdun, ai volontari americani morti per la Francia, all'aviatore Édouard Le Mounier, così come a Yves Guyot, a Charles Le Goffic, al poeta André Rivoire e alla letterata Jeanne Loiseau.
Fu eletto all'Accademia delle Belle Arti il 29 febbraio 1936, in sostituzione di Hippolyte Lefèbvre.
Morto a Parigi nel 1939, la sua salma fu inumata al paese natale, nel Cimitero dell'Est di Rennes, accanto al figlio.

## Sculture scelte

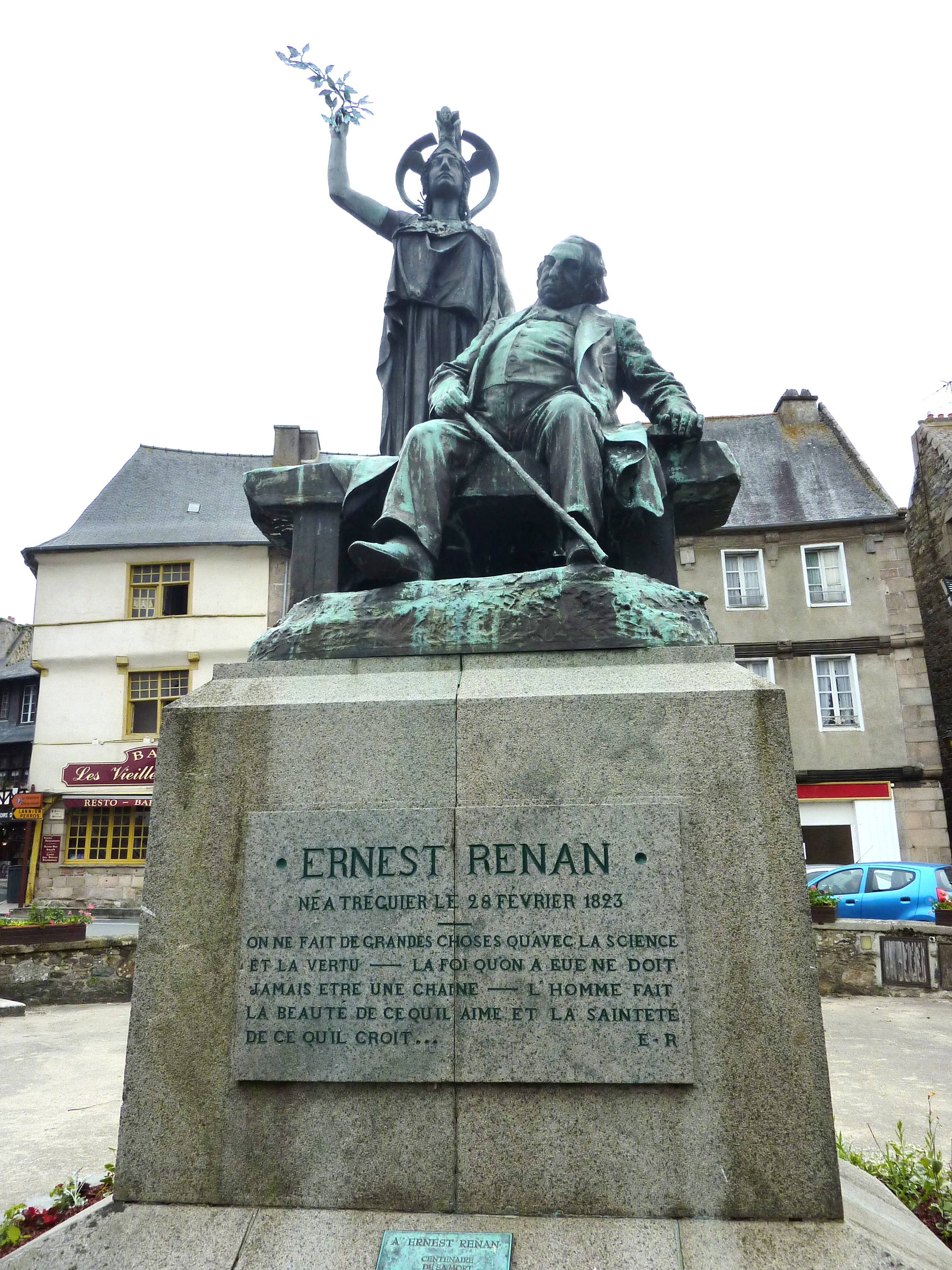
Monumento a Ernest Renan (1902), Tréguier.
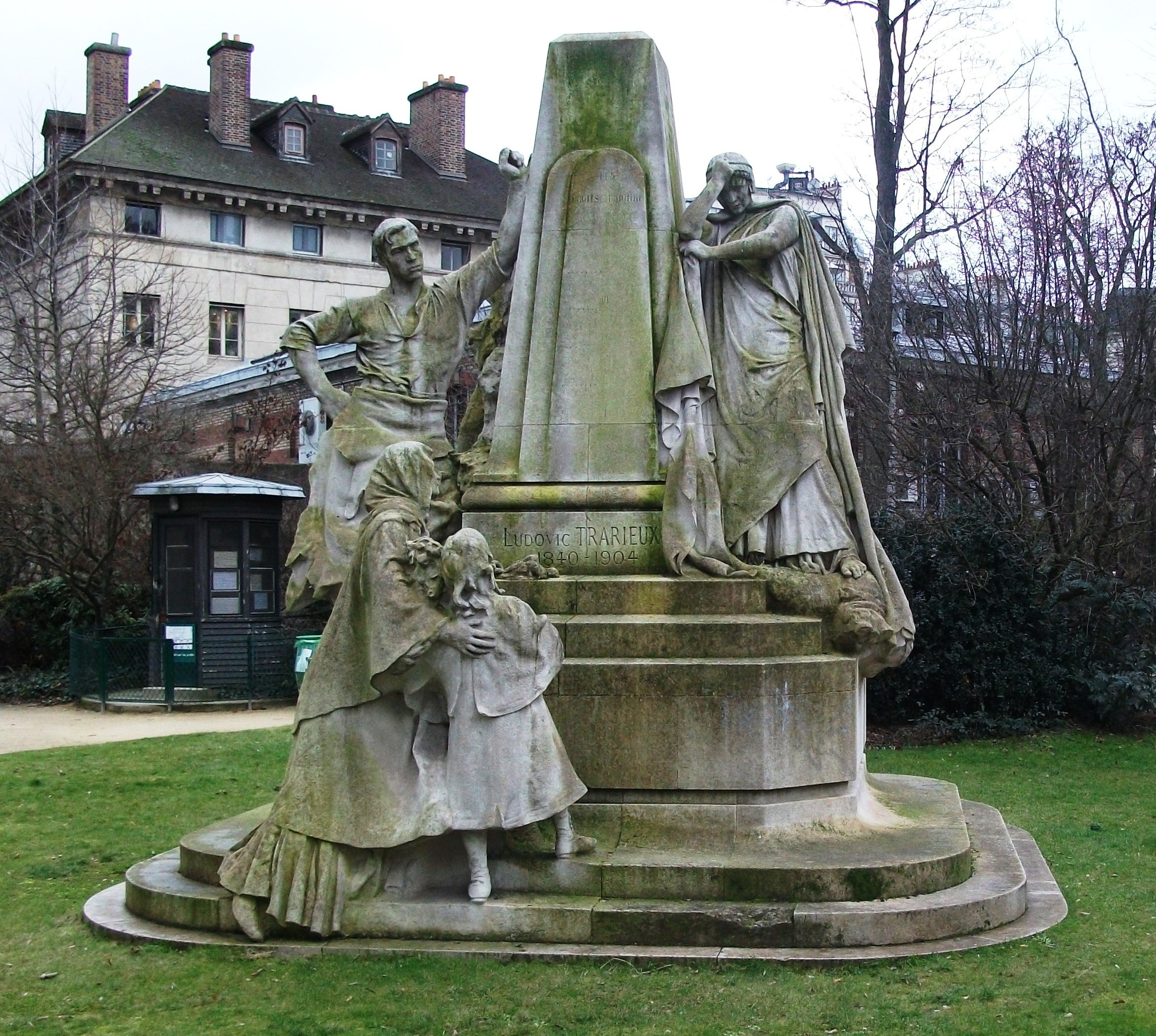
Monumento a Ludovic Trarieux (1907), Parigi, place Denfert-Rochereau.
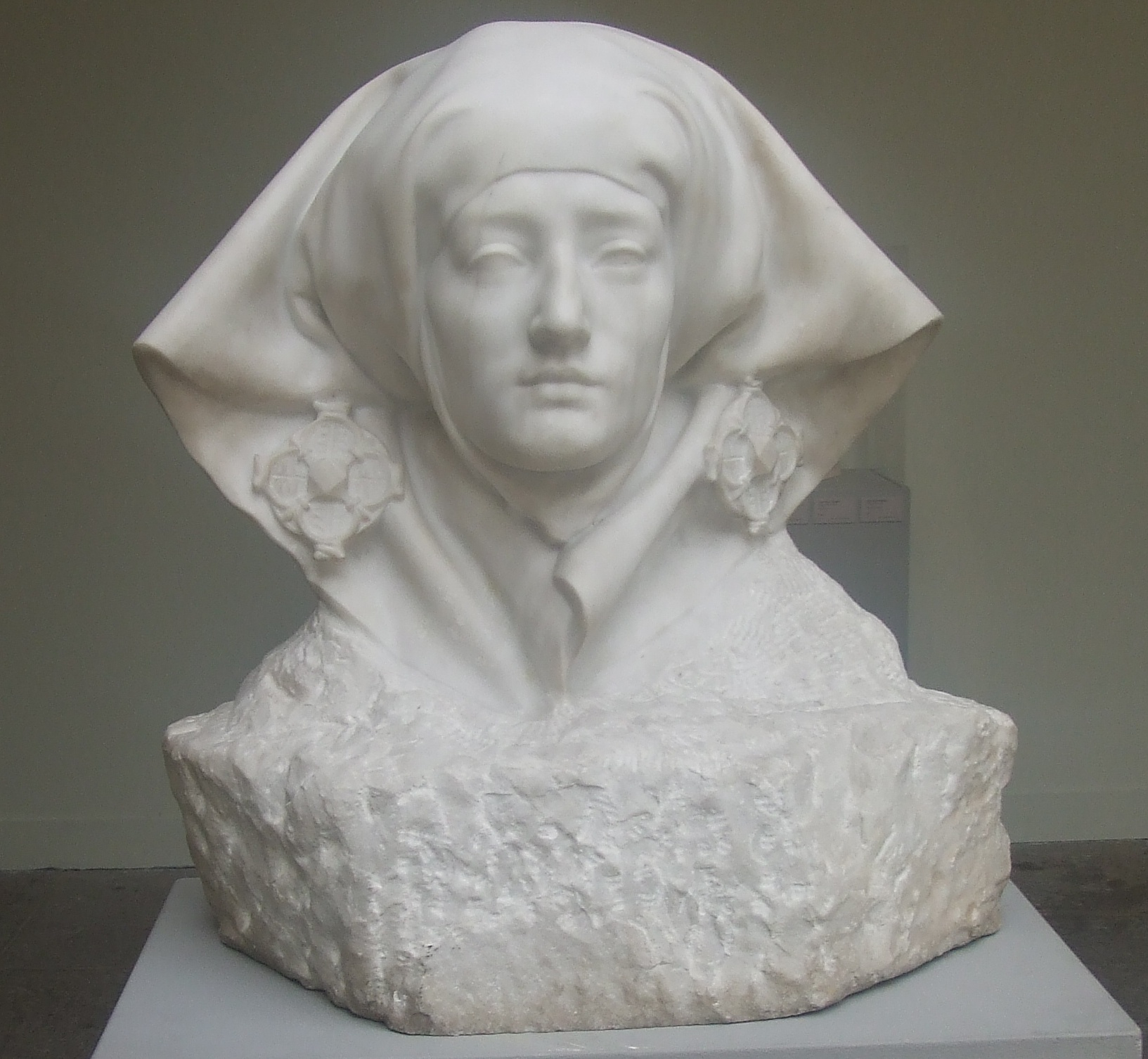
Anne de Bretagne (1915), Museo delle Belle Arti di Rennes.
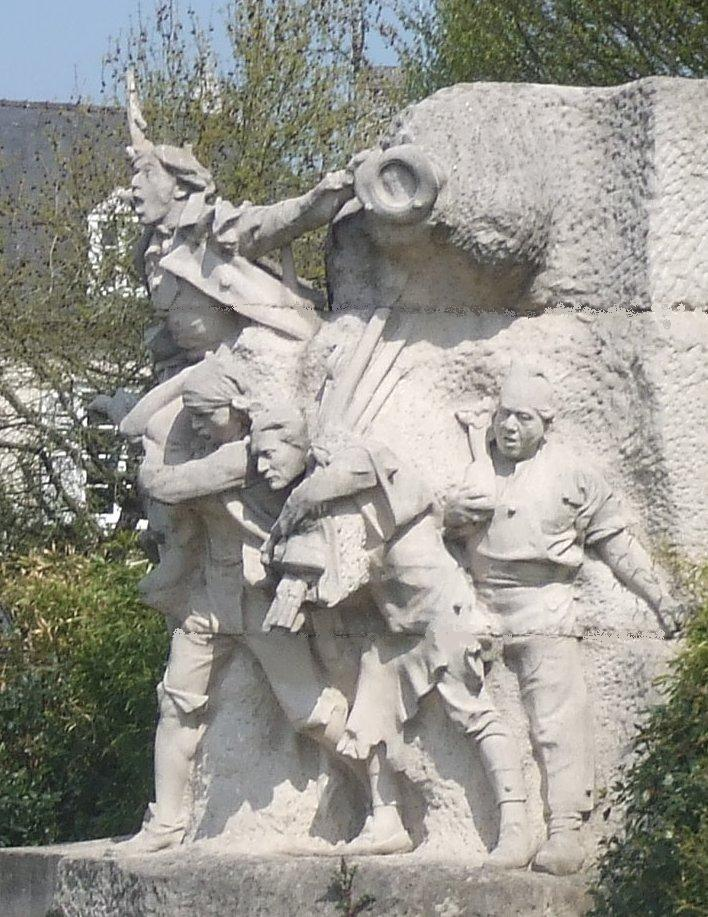
Camille Desmoulins alla Presa della Bastiglia (verso il 1920), Cesson-Sévigné.